# Aechmea fraseri
Aechmea fraseri är en gräsväxtart som beskrevs av John Gilbert Baker. Aechmea fraseri ingår i släktet Aechmea och familjen Bromeliaceae. Inga underarter finns listade i Catalogue of Life.

## Bildgalleri

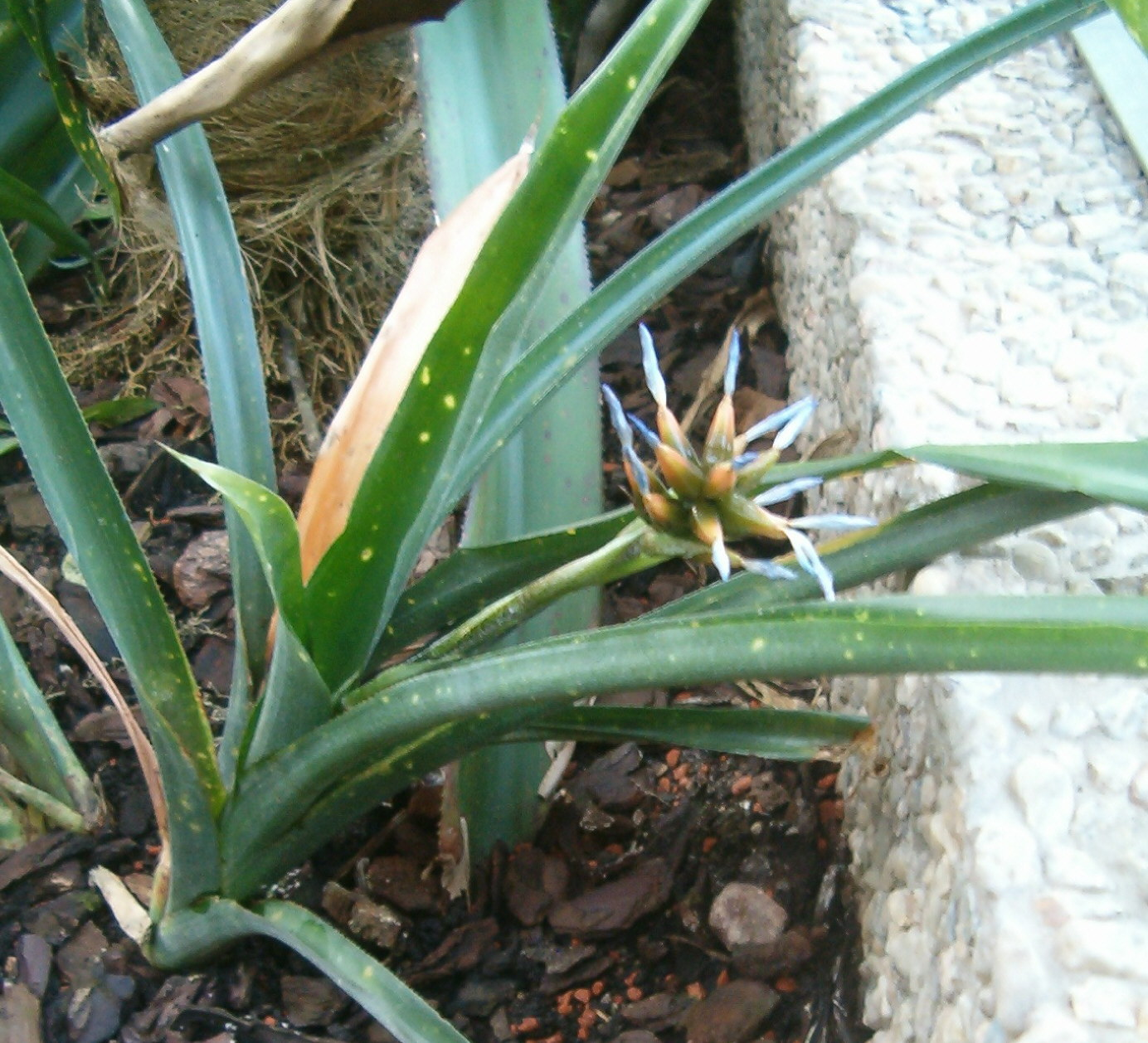